# Curie Hostilia
Pour les articles homonymes, voir Curie et Curie (Rome antique).
Ne doit pas être confondu avec Curie Julia.
La Curie Hostilia (en latin : Curia Hostilia) est un édifice du Forum Romain destiné à abriter les réunions du Sénat romain, en usage de la Royauté romaine jusqu'au milieu du Ier siècle av. J.-C.

## Localisation

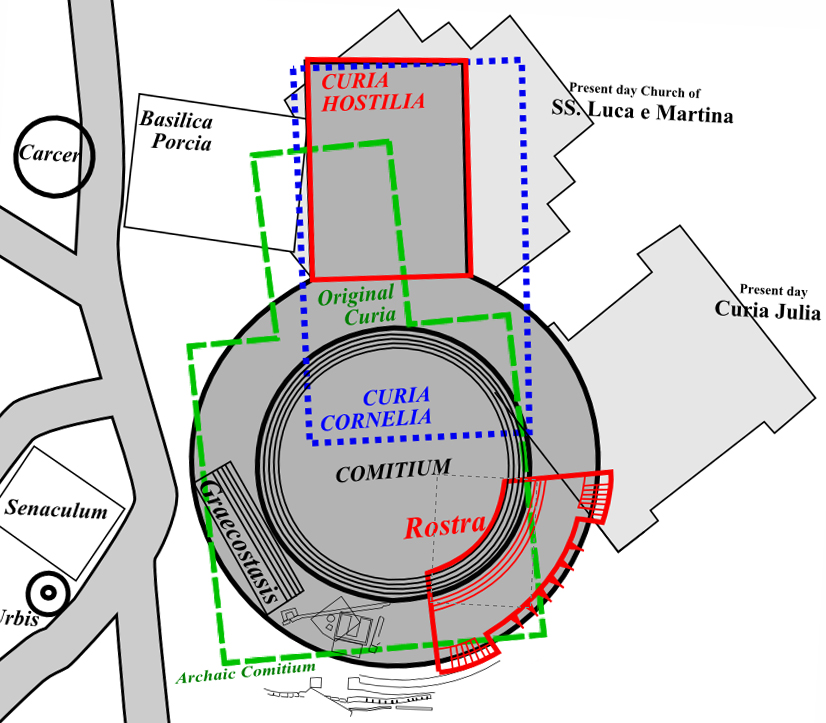
Plan de la Curie ancienne et de ces évolutions

La Curie ancienne ou Curia Hostilia est située sur le Forum Romanum, sur le côté septentrional du Comitium, espace où s'assemble au tout début de la République le peuple romain réuni en comices tributes ou en comices centuriates. La Curie est construite en bordure et dans l'axe de la place circulaire de sorte que ses degrés puissent servir d'escalier d'accès. Le Comitium forme alors une avant-place et sert de vestibule,.

## Fonction
Dans la Rome antique, le mot curia, traduit en français par « curie », peut recouvrir plusieurs sens. À l'époque républicaine, il peut aussi bien désigner le bâtiment où se réunit le Sénat romain qu'une des subdivisions civiques de Rome et des cités de droit latin. La Curie Hostilia est le premier édifice de ce type construit à Rome. Il s'agit d'un espace inauguré (templum) et est considéré à ce titre comme vénérable et sacré.

## Histoire
La tradition rapportée par Varron attribue la construction de la Curie Hostilia au troisième roi de Rome Tullus Hostilius, après la destruction d'Albe-la-Longue et l'entrée au Sénat des grandes familles d'Albe. Au cours du IVe siècle av. J.-C., l'entrée de la Curie tournée vers le Comitium est encadrée de deux statues, représentant Pythagore et Alcibiade.
Peu après 263 av. J.-C., le consul Manius Valerius Maximus Corvinus Messalla fait placer la Tabula Valeria sur le mur extérieur latéral occidental de la Curie. Il s'agit d'un tableau triomphal, première œuvre de ce type exposée à Rome, célébrant sa victoire sur les Carthaginois et le tyran syracusain Hiéron II en Sicile durant la première guerre punique.
En 184 av. J.-C., le censeur Caton l'Ancien fait construire la basilique Porcia à l'ouest de la Curie. Il est possible que la basilique intègre le mur latéral de la Curie où se trouve la Tabula Valeria qui serait alors restée en place mais dorénavant visible depuis l'intérieur de la basilique. Il est plus probable que la basilique ait été construite de façon indépendante et qu'un de ses murs latéraux dissimule le mur de la Curie où le tableau est fixé. L’œuvre aurait été alors replacée dans la basilique, sur un mur parallèle.
La Curie est restaurée et remaniée à de nombreuses reprises tout au long de son histoire. Elle est agrandie par Sylla en 80 av. J.-C. pour accueillir une assemblée portée à 600 sénateurs. Les statues de Pythagore et d'Alcibiade sont retirées à cette occasion.
Elle est détruite (avec la basilique Porcia) en 52 av. J.-C. dans l'incendie provoqué par les partisans de Publius Clodius Pulcher,  qui y ont dressé le bûcher funéraire de leur chef , utilisant le   mobilier présent comme bûcher . La Curie de Pompée devient alors pendant quelques années le lieu de rassemblement des sénateurs (c'est dans celle-ci qu'est assassiné César ), le temps que la Curie Hostilia soit reconstruite et agrandie par Faustus, fils de Sylla. Il semblerait que cette nouvelle curie ne trouve pas les faveurs des sénateurs puisqu'il est décidé de la démolir en  44 av. J.-C. . Selon Dion Cassius, le Sénat aurait ainsi souhaité effacer tout lien entre Sylla et la Curie. Une autre explication, qui paraît tout aussi peu probable, serait que le site avait été choisi pour la construction d'un temple dédié à la Félicité (Felicitas) souhaitée par Jules César, travaux que Lépide aurait finalement menés à bien. Toutefois, toute trace de ce temple a disparu. Quoi qu'il en soit, une nouvelle curie est construite, dont l'orientation diffère par rapport à l'ancienne curie afin de s'intégrer dans le grand projet d'urbanisme de Jules César. Ce dernier prévoit le réaménagement de la zone du Comitium et la construction d'un nouveau forum qui empiète sur les ruines de la Curia Hostilia. Les travaux de construction de la Curie Julia sont achevés sous Auguste.